# Karang Bongkot
Karang Bongkot is een bestuurslaag in het regentschap West-Lombok van de provincie West-Nusa Tenggara, Indonesië. Karang Bongkot telt 6319 inwoners (volkstelling 2010).